# Ларионов, Владимир Петрович
Влади́мир Петро́вич Ларио́нов (10 февраля 1938, Тыллыминский наслег, Мегино-Кангаласский улус, Якутская АССР — 4 марта 2004, Новосибирск) — российский учёный, специалист в области машиностроения, первый академик Российской академии наук из народа саха, доктор технических наук.

## Биография
Родился 10 февраля 1938 года в местности Балагасы (в 20 км от села Ломтука) Тыллыминского наслега Мегино-Кангаласского улуса Якутской АССР в семье колхозника. Отец, Петр Иванович Ларионов (1879—1969), был охотником, мать — Варвара Николаевна Ларионова (1888—1972). Владимир Петрович был единственным выжившим шестнадцатым ребёнком.
В 1956 году окончил Майинскую среднюю школу с золотой медалью.
В 1962 году окончил с красным дипломом Московское высшее техническое училище имени Н. Э. Баумана (МВТУ) по специальности «Технология машиностроения, металлорежущие станки и инструменты».
Трудовую деятельность начал в Якутском филиале Сибирского отделения АН СССР в должности лаборанта, затем руководителя группы хладостойкости машин и металлоконструкций на Крайнем Севере.
В 1967 году защитил диссертацию на тему «Хрупкие разрушения сварных соединений в условиях северо-востока СССР» на соискание учёной степени кандидата технических наук при Институте электросварки им. Е. О. Патона АН УССР.
В 1968 году организовал и возглавил лабораторию сварки отдела хладостойкости Якутского филиала СО АН СССР. Вступил[когда?] в члены КПСС.
При непосредственном участии В. П. Ларионова в 1970 году создан самый северный научно-исследовательский академический институт технического профиля — Институт физико-технических проблем Севера СО АН СССР, на базе которого впоследствии были созданы Институт горного дела Севера, Институт неметаллических материалов и Институт проблем нефти и газа СО РАН.
В 1983 защитил докторскую диссертацию на тему «Технология сварки низколегированных сталей для конструкций в северном исполнении».
В 1987 году утверждён в учёном звании профессора.
1986—2004 гг. — директор Института физико-технических проблем Севера СО АН СССР.
В 1989 году избран Народным депутатом СССР от КПСС. В 1989-1991 годах член Комитета Верховного Совета СССР по науке.
С 1991 года — генеральный директор Объединённого института физико-технических проблем Севера СО РАН.
С 1992 по 1997 гг. — председатель президиума Якутского научного центра СО РАН.
Умер 4 марта 2004 года от сердечной недостаточности. Похоронен у родного села Ломтука Мегино-Кангаласского улуса.

## Научная деятельность
В 80-х годах В. П. Ларионов основал научную школу в области разработки фундаментальных основ обеспечения низкотемпературной прочности и долговечности сварных металлических конструкций.
В 1986 году В. П. Ларионову была присуждена премия Совета Министров СССР в области науки и техники за разработку и внедрение в производство прогрессивных технологических сварочных процессов и высокоэффективных конструкционных и сварочных материалов.
В 1990 году избран членом-корреспондентом Академии наук СССР, в 1997 году — академиком Российской академии наук.
Владимир Петрович Ларионов был избран действительным членом Академии наук Республики Саха (Якутия), Российской академии естественных наук, Академии Северного Форума, Азиатско-Тихоокеанской академии материалов, Международной и Российской инженерных академий.
Под научным руководством В. П. Ларионова защищено 10 докторских и 30 кандидатских диссертаций. Им опубликовано более 300 научных трудов, в том числе 17 монографий.
Результаты исследований Ларионова нашли практическое применение в крупнейших машиностроительных объединениях союзного и российского масштаба, как Уралмаш, Белаз, КрасТяжМаш, Ижорский завод, а также для решения практических инженерных задач таких крупных производственных предприятий Республики Саха (Якутия), как АЛРОСА, ННГК «Саханефтегаз», АК «Якутзолото», «Якутуголь» и т. п.

## Награды и звания
- Медаль «В ознаменование 100-летия со дня рождения Владимира Ильича Ленина» (1970)
- Орден «Знак Почёта» (1976)
- Медаль «За строительство Байкало-Амурской магистрали» (1984)
- Орден Дружбы народов (1986)
- Премия Совета Министров СССР (1986)
- Заслуженный деятель науки Якутской АССР (1988)
- Почётный гражданин Мегино-Кангаласского улуса (1991)[5]
- Орден «За заслуги перед Отечеством» IV степени (1997)
- Золотая медаль Академии наук Республики Саха (Якутия) (1997)
- Почётный гражданин Республики Саха (Якутия) (2003)[6]
- Почётный гражданин города Якутска (2003)[7]
- Премия Правительства Российской Федерации 2004 года в области науки и техники[8]

## Память

Памятник академику Ларионову. Установлен в Якутске, на проспекте Ленина

- Имя академика В. П. Ларионова присвоено:

- Майинской средней общеобразовательной школе (2004);
- Физико-техническому лицею города Якутск(2009)
- Институту физико-технических проблем Севера Сибирского отделения РАН;
- Инженерному факультету Якутской государственной сельскохозяйственной академии;
- Благотворительному фонду «Свет — Сырдык»;
- Алмазу массой 58,77 карата (2010).

- В селе Ломтука Мегино-Кангаласского улуса открыт дом-музей (2005).[13]
- В Майинской средней школе установлена мемориальная доска (2005).[9]
- К 100-летию Майинской средней школы 17 декабря 2010 года возле здания школы был установлен бюст Владимира Петровича.
- В Якутске установлен памятник академику Ларионову (2007).[14]
- На доме, где он жил в Якутске, установлена мемориальная доска.
- Учреждены гранты имени академика В. П. Ларионова для молодых учёных, специалистов и студентов за научные достижения по физико-техническим наукам.[15]
- Государственным Собранием (Ил Тумэн) Республики Саха (Якутия) учреждена премия имени Владимира Петровича Ларионова для молодых учёных за работы в области науки и техники.[16]
- Начиная с 2005 года, в Якутске проходят ежегодные Ларионовские чтения.

## Семья
- Супруга — Люция Спиридоновна Ларионова (в девичестве — Сосина).
- Дочь — Майя Владимировна Ларионова.